# Мопрім Шакур
Мопрім Шакур (1969[джерело?] , Нью-Йорк), спочатку відомий як Мосідес, американський репер. Він є старшим зведеним братом вбитого репера Тупака Шакура, і син засудженого грабіжника банків Мутулу Шакура.
Перший зареєстрований запис Мопріма, під псевдонімом Мосідес, був «почувай себе добре» Tony Toni Tone 'з хітом в 1990 році. Його перша співпраця зі своїм зведеним братом була на одному із відео «Папаз пісня», з 1993 року альбом суто для моїх нігерів під назвою "Wycked. Він був одним з реальних членів банди а також відомий як авторитетною особою в їхніх колах. Мопрім, а також Великий Сайк вибули з групи, але, всупереч чуткам, ніколи не співали в Death Row Records. Він дав інтерв'ю в документальному фільмі Біггі і Тупак.
Мопрім нещодавно випустив мікстейп «Вбивця і Мопрім Шакур представив: чорну і коричневу гордість» як прелюдії до його альбому, який був випущений на початку 2007 року.
Мопрім увійшов в саундтрек до художнього фільму П'янкий, в ролях: Кірк Харріс, Джон Севідж, Ерік Робертс.
У червні 2008 року Мопрім показав, що він зачислений до консалтингового продюсерського майбутнього епізоду серії ставок, Американський Ґанкстер, під назвою «Мутулу Шакур і Республіка Нової Африки». На виставці будуть представлені ув'язнений батько, Мутулу Шакур, прихильник республіки Нової Африки, в 1960-х і 70-х роках і член неомарксистської / чорної націоналістичної групи Black Liberation. Цей епізод був встановлений в ефір восени 2008 року. Мопрім за умови розуміння, напрямок, предмет для інтерв'ю, а також виступав сполучною ланкою між шоу та його батьком.

## Дискографія
- 1994: Thug Life: Volume 1
- 1999: Mac Mall являє Mallenium
- 2005: Еволюція Thug Life NIGGA Vol. 1,1
- 2005: Еволюція Thug Life NIGGA Vol. 2
- 2007: чорний і коричневий Pride
- 2008: Серце Soulja
- 2011: Альфа Thug[3]